# Шалит Юрій Володимирович
Юрій Володимирович Шалит (20 червня 1952, Севастополь) — український флотоводець. Контрадмірал ВМС Збройних сил України. У 1992 році капітан другого рангу, командир 17-ї бригади охорони водного району Кримської ВМБ, яка перша присягнула на вірність народу України. Начальник штабу організаційної групи ВМС України. Виконувач обов'язків начальника штабу ВМС України у ранзі капітан 1 рангу. З 1996 року заступник командувача Військово-морських сил України із бойової підготовки.
З 7 березня 2001 по 1 липня 2002 р. — очолював Управління оборонних аспектів національної безпеки апарату Ради національної безпеки і оборони України.
У 2014 році брав участь у протидії російській агресії та захвату українських кораблів у Севастополі. З 2017 року один із засновників «Асоціації ветеранів ВМС України».